# Louis Delannoy
Pour les articles homonymes, voir Delannoy.
Louis Delannoy (né le 16 juin 1902 à Anvers et mort le 13 décembre 1968 dans la même ville) est un coureur cycliste belge. Professionnel de 1926 à 1934, il a notamment remporté une étape du Tour de France 1929.

## Palmarès
- 1926
  - 3e du Grand Prix de l'Escaut
- 1928
  - 2e du Circuit de Belgique
  - 3e du Tour des Flandres
- 1929
  - 4e étape du Tour de France
  - Circuit de Champagne
  - 6e du Tour de France
- 1930
  - 3e du Grand Prix de clôture
- 1931
  - 2e du Circuit de Belgique

## Résultats sur le Tour de France
- 1926 : 28e
- 1927 : 16e
- 1928 : 13e
- 1929 : 6e, vainqueur d'étape
- 1930 : 11e